# Christian Muthspiel

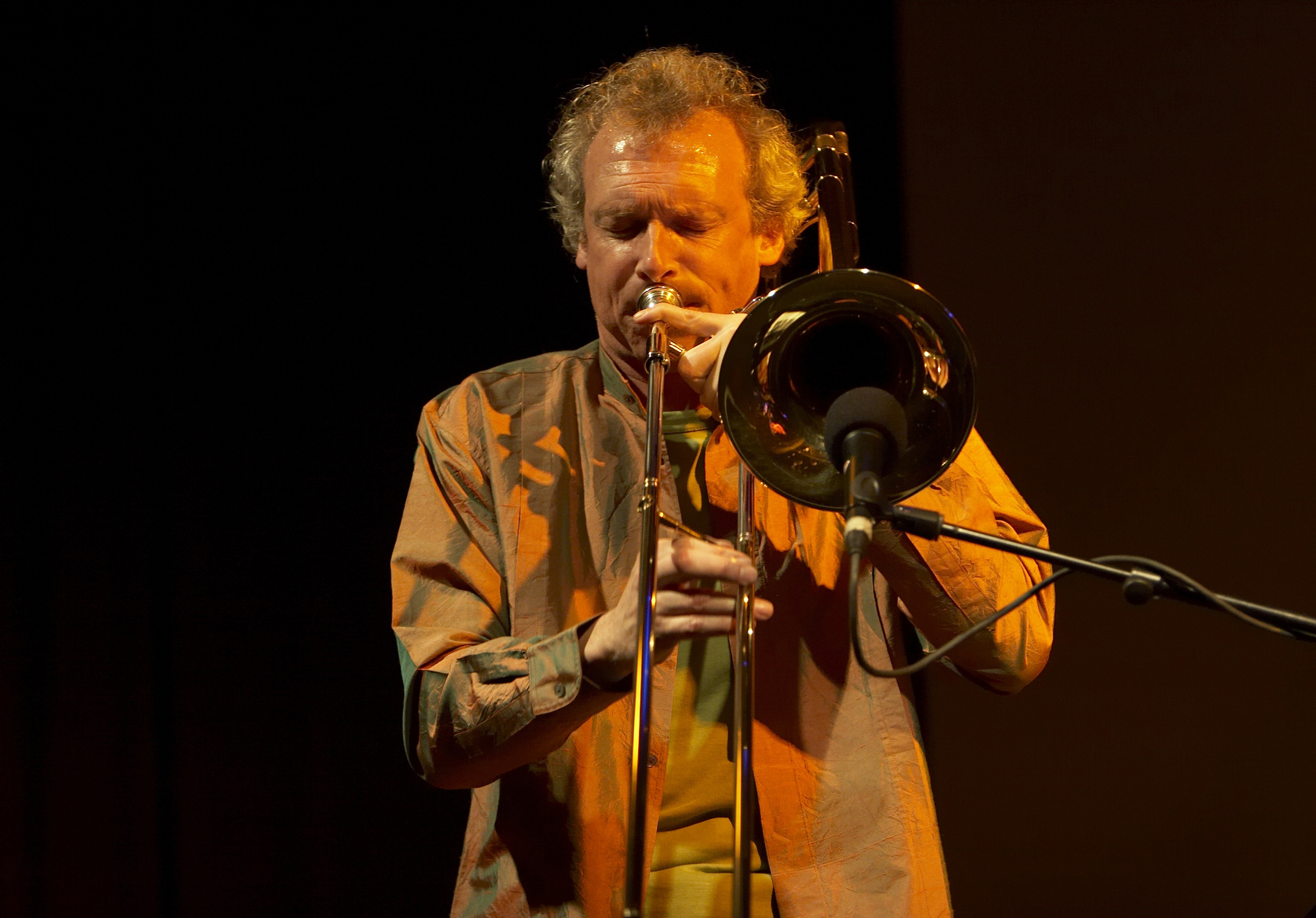
Christian Muthspiel (2006)

Christian Muthspiel (* 20. September 1962 in Judenburg, Steiermark) ist ein österreichischer Jazz-Musiker, Komponist, Dirigent, Posaunist und Pianist. Er ist der Bruder des Jazzmusikers Wolfgang Muthspiel und Sohn des Komponisten und Chorerziehers Kurt Muthspiel.

## Biografie
Christian Muthspiel ist sowohl im Bereich des Jazz und der improvisierten Musik als auch im Kontext der komponierten, klassischen und Neuen Musik international tätig.
Er erhielt schon ab sechs Jahren Klavierunterricht, mit elf Jahren dann auch Posaunenunterricht. Er studierte an der Musikhochschule Graz Posaune, sowohl für Klassik als auch Jazz, schloss dieses Studium aber nicht ab. Mit Tscho Theissing und Heinrich von Kalnein gründete er das Orchesterforum Graz, das 1985 im Crossover-Bereich hervortrat und das Album „Aus dem Tagebuch der Grenzgänger“ einspielte. Daneben spielte er mit Theissing, Alex Deutsch und Ewald Oberleitner in der Gruppe Fidelio & Blasius. In den Jahren 1987 bis 1988 erhält er ein Stipendium am Banff Centre in Banff, Kanada in den Fächern Klavier, Posaune und Komposition. Es folgen zahlreiche Auftritte auf Jazzfestivals in Europa und Amerika.
Er erhielt zahlreiche Einladungen zu Konzerten, Produktionen und Dirigaten in viele wichtige Musikzentren der Welt sowie Kompositionsaufträge namhafter Orchester, Ensembles und Solisten. Damit spannt sich ein Arbeitsfeld auf, in welchem er von der kleinen Jazzband bis zum Symphonieorchester und von der Soloperformance bis zum multimedialen Musiktheater mit unzähligen Klangkörpern und Künstlern als Interpreten und Partner seiner musikalischen Erfindungen kooperiert.
Neben zahlreichen Gastdirigaten u. a. beim RSO Wien, Brucknerorchester Linz oder Staatsorchester Hannover arbeitete Muthspiel als Dirigent in mehrjährigen Zyklen mit dem Orchester „recreation“ Graz, dem Münchener Kammerorchester, der Camerata Salzburg, dem Festivalorchester der Ludwigsburger Schlossfestspiele und, als „artistic partner“, mit dem Wiener Ensemble „die reihe“.
Kompositionsaufträge erhielt er unter anderem von der ARD, dem Gewandhausorchester Leipzig, der Staatsoper Hannover, dem Wiener Musikverein, dem „Siemens Arts Program“, dem Klangforum Wien, dem Radio Symphonie Orchester Wien, der Philharmonie Essen, der Ruhrtriennale, dem Stuttgarter Kammerorchester, der Kurt-Weill-Foundation, dem Wiener Konzerthaus, dem Brucknerhaus Linz oder der NDR Big Band.
Seine Werkliste umfasst neben den zahllosen Kompositionen für seine Jazzensembles Konzerte für Soloinstrumente und Orchester, Ensemble- und Chormusik, Kammermusik sowie Musiktheaterwerke und Theater/Tanztheaterkompositionen.
Solistinnen wie Angelika Kirchschlager, Gautier Capuçon, Håkan Hardenberger, Colin Currie, Benjamin Schmid oder Clemens und Julia Hagen interpretierten seine Kompositionen.
Seit Herbst 2017 sind sämtliche Kennungen und Signations des Radiosenders Ö1 von Christian Muthspiel komponiert und produziert.
Seit 2019 ist das 18-köpfige Jazzorchester ORJAZZTRA VIENNA, in welchem Muthspiel einige der wichtigsten jungen Jazzmusiker Österreichs vereint, sein prioritäres Projekt, das er künstlerisch und organisatorisch leitet.
Zusätzlich gründete und leitet(e) Muthspiel eine Vielzahl langfristig agierender Jazzbands und Ensembles, darunter das Duo mit Steve Swallow, das Quartett mit Swallow, Matthieu Michel und Franck Tortiller, die „Yodel Group“, u. a. mit Bobby Previte und Jerome Harris, sowie großbesetzte Bands wie „Motley Mothertongue“ und „Octet Ost“, u. a. mit Tomasz Stanko und Wladimir Tarasov.
Über 20 Jahre konzertierte und produzierte er mit seinem Bruder Wolfgang, mit dem er nach wie vor künstlerisch kooperiert, im Duo „Muthspiel & Muthspiel“.
Von 1995 bis 2004 war Christian Muthspiel Mitglied des „Vienna Art Orchestra“.
Seine Ernst-Jandl-Soloperformance „für und mit ernst“ war über 100 Mal live zu sehen und wurde u. a. von ARTE und Universal produziert.
An die 30 CDs mit diesen und weiteren Ensembles unter eigenem Namen sind u. a. auf den Labels „ACT“, „Universal Music“, „col legno“, „material records“ und „in+out records“ erschienen.
Als neue Facette begann 2006 eine Serie von bislang über 20 Ausstellungen, in welchen Christian Muthspiel seine jahrelang „geheim“ gemalten „Fenster.Bilder“ und Teile seiner zyklischen Fotoarbeiten öffentlich zeigt.

## Werke
Kompositionsaufträge (Auswahl):
Gewandhausorchester Leipzig (Weill/Muthspiel: Mahagonny Dances)
Stuttgarter Kammerorchester & Schlossfestspiele Ludwigsburg (Cellokonzert)
ARD (Pflichtstück für Posaune solo ARD Wettbewerb)
Wiener Musikverein (Duowerk für A. Kirchschlager/G. Capuçon; Chorwerk 150. Jubiläum „Wiener Singverein“)
Staatsoper Hannover (Konzert für E-Gitarre und Orchester für Wolfgang Muthspiel)
Siemens Arts Program (Liederzyklus für A. Kirchschlager nach Texten von Marcel Beyer)
NDR („A Fleeting Memory“ für Håkan Hardenberger und Bigband)
Wiener Mozartjahr 2006 („Die Schicksalsperücke“, Musiktheater, Text: Manfred Karge)
ORF und Philharmonie Essen („ENNAHH...an Albert Mangelsdorff“, Posaunenkonzert)
Steirischer Herbst („Die Geschichte von der unbekannten Insel“, Musiktheater)
Brucknerhaus Linz (Linzer Klangwolke 2002)
Benjamin Schmid („Eine Art Requiem“ für Violine, Cello und Orchester & Violinkonzert)
Jeunesse Österreich („Stodt aus Staa“ für Kurt Ostbahn und Klangforum Wien)
Int. Stiftung Mozarteum (Klavierkonzert)
Tiroler Landestheater Innsbruck (Kammeroper „GENESIS: Zeiten/Pätze...“)
Weitere Aufträge von:
Ruhrtriennale, Klangforum Wien, Wiener Konzerthaus, Schauspiel Frankfurt, Ensemble „die reihe“, Company Esther Linley, ensemble neue musik zürich, steirischer herbst, studio percussion, Landestheater Salzburg, Vereinigte Bühnen Graz, Int. Barockfestival St.Pölten, Sauber Formula 1 Team...
Aufführungen und Produktionen der Auftragswerke u. a. durch folgende Solisten, Orchester und Ensembles:
Angelika Kirchschlager, Gautier Capuçon, Håkan Hardenberger, Colin Currie, Benjamin Schmid, Clemens Hagen, Julia Hagen, Radiosymphonieorchester Wien, Deutsche Radio Philharmonie, WDR Symphonieorchester, Staatsorchester Hannover, Mozarteumorchester Salzburg, Brucknerorchester Linz, Münchener Kammerorchester, Stuttgarter Kammerorchester, Camerata Salzburg, Klangforum Wien, Ensemble „die reihe“, NDR Big Band, Orchester „recreation“ Graz etc.

## Auszeichnungen
- 1996 Anerkennungspreis für Musik des Landes Niederösterreich
- 2003 Josef Krainer Kulturpreis des Landes Steiermark (im Duo mit Wolfgang Muthspiel)
- 2006 Österreichischer Würdigungspreis für Musik
- 2006 Würdigungspreis für Musik des Landes Niederösterreich
- 2006 Jazzpott / Essen (im Duo mit Wolfgang Muthspiel)
- 2007 Hans-Koller-Preis: Musician of the Year
- 2024 Goldenes Verdienstzeichen des Landes Wien

## Diskografie (Auswahl)
- ALS LEADER:
- OCTET OST I (Amadeo/Universal 1992)
- OCTET OST II(Amadeo/Universal 1994)
- CHRISTIAN MUTHSPIEL & MOTLEY MOTHERTONGUE (Lotus Records 1999)
- HARMONICES MUNDI: Linzer Klangwolke 2001 (blue danube/edel 2001)
- AGAINST THE WIND: The Music of Pirchner & Pepl Christian Muthspiel Trio (Emarcy/Universal 2007)
- FÜR UND MIT ERNST, Christian Muthspiel, Ernst Jandl (edge / Universal Music 2008)
- DANCING DOWLAND, Muthspiel/Franck Tortiller/Georg Breinschmid (Emarcy/Universal 2009)
- MAY, Christian Muthspiel’s Yodel Group (Material Records 2010)
- HULJO, Christian Muthspiel’s Yodel Group (Material Records 2011)
- SEAVEN TEARES: Tribute to Downland, mit Matthieu Michel, Franck Tortiller, Steve Swallow (ACT 2013)
- SIMPLE SONGS, Christian Muthspiel & Steve Swallow (In + Out Records 2014)
- DIARY 1989-2022 Selected Recordings (Emarcy 2022, Kompilation)[1]
- HOMECOMING, Christian Muthspiel & Orjazztra Vienna (Emarcy 2022)[2][1]
- LA MELODIA DELLA STRADA, Christian Muthspiel & Orjazztra Vienna  (col legno 2023)
- IM DUO MIT WOLFGANG MUTHSPIEL:
- SCHNEETANZ (Extraplatte 1986, mit Wolfgang Muthspiel)
- FOCUS IT (amadeo/Universal 1987)
- TRE (amadeo/Universal 1989)
- MUTHSPIEL-PEACOCK-MUTHSPIEL-MOTIAN  (amadeo/Universal 1993)
- CY (lotus records 1998)
- ECHOES OF TECHNO (material records 2001)
- EARLY MUSIC (material records 2003)
- MIT „VIENNA ART ORCHESTRA“
- Nine Immortal Non Evergreens for Eric Dolphy (Verve/Universal 1997)
- American Rhapsody (BMG 1998)
- Duke Ellington´s Sound of Love (TCB 1999)
- Artistry in Rhythm (TCB 2000)
- A Centenary Journey (Quinton 2001)
- Art & Fun (Universal 2002)
- Duke Ellington´s Sound of Love, Vol.2 (Universal 2003)
- Big Band Poesie (Universal 2004)

## Lexikalischer Eintrag
- Ulrike Praßl, Franz Karl Praßl, Reinhold Westphal: Muthspiel, Familie, in: Oesterreichisches Musiklexikon (letzte inhaltliche Änderung: 16. Mai 2022, abgerufen am 26. September 2022).

## Belege
1. 1 2  Peter Füssl: Christian Muthspiel: Diary 1989 – 2022 & Christian Muthspiel Orjazztra Vienna: Homecoming. In: kulturzeitschrift.at. 29. September 2022, abgerufen am 1. Oktober 2022.
2. ↑  Werner Stiefele: „Homecoming“ Christian Muthspiel, Orjazztra Vienna Emarcy Records. In: Rondo. 17. September 2022, abgerufen am 1. Oktober 2022.

| Personendaten    | Personendaten                                                    |
| ---------------- | ---------------------------------------------------------------- |
| NAME             | Muthspiel, Christian                                             |
| KURZBESCHREIBUNG | österreichischer Jazz-Musiker, Komponist, Dirigent und Posaunist |
| GEBURTSDATUM     | 20. September 1962                                               |
| GEBURTSORT       | Judenburg (Steiermark)                                           |